# Kosi (Division)
Die Division Kosi ist eine Division im indischen Bundesstaat Bihar. Sie hat ihren Verwaltungssitz in Saharsa.

## Geschichte
Die Division Kosi wurde am 2. Oktober 1972 aus Teilen der Division Bhagalpur eingerichtet. Sie umfasste die damaligen Distrikte Saharsa, Purnia und Katihar.
Der Distrikt Supaul wurde am 14. März 1991 aus Teilen des Distrikts Saharsa gebildet.

## Distrikte
Die Division  besteht aus drei Distrikten:
| Distrikt  | Hauptstadt | Fläche in km² | Einwohner (Stand: 2001) | Bev.-Dichte in E/km² |
| --------- | ---------- | ------------- | ----------------------- | -------------------- |
| Madhepura | Madhepura  | 1.787         | 1.524.596               | 853                  |
| Saharsa   | Saharsa    | 1.696         | 1.132.413               | 668                  |
| Supaul    | Supaul     | 2.410         | 1.745.069               | 724                  |